# Ъпшър (окръг, Западна Вирджиния)
Окръг Ъпшър (на английски: Upshur County) е окръг в щата Западна Вирджиния, Съединени американски щати. Площта му е 919 km², а населението – 24 477 души (2012). Административен център е град Бъкханън.